# Каваи, Маки
Маки Каваи (яп. 川合眞紀, род. 1952, Сэтагая) — японский химик, разработчица пространственно-селективной спектроскопии одиночных молекул. В 2018 году она стала первой женщиной, занявшей пост президента Химического общества Японии.

## Ранняя жизнь и образование
Каваи получила степень бакалавра в Токийском университете в 1975 году. В 1980 году она закончила в том же университете докторантуру. Её докторской диссертацией руководил Кэндзи Тамару.

## Исследования и карьера

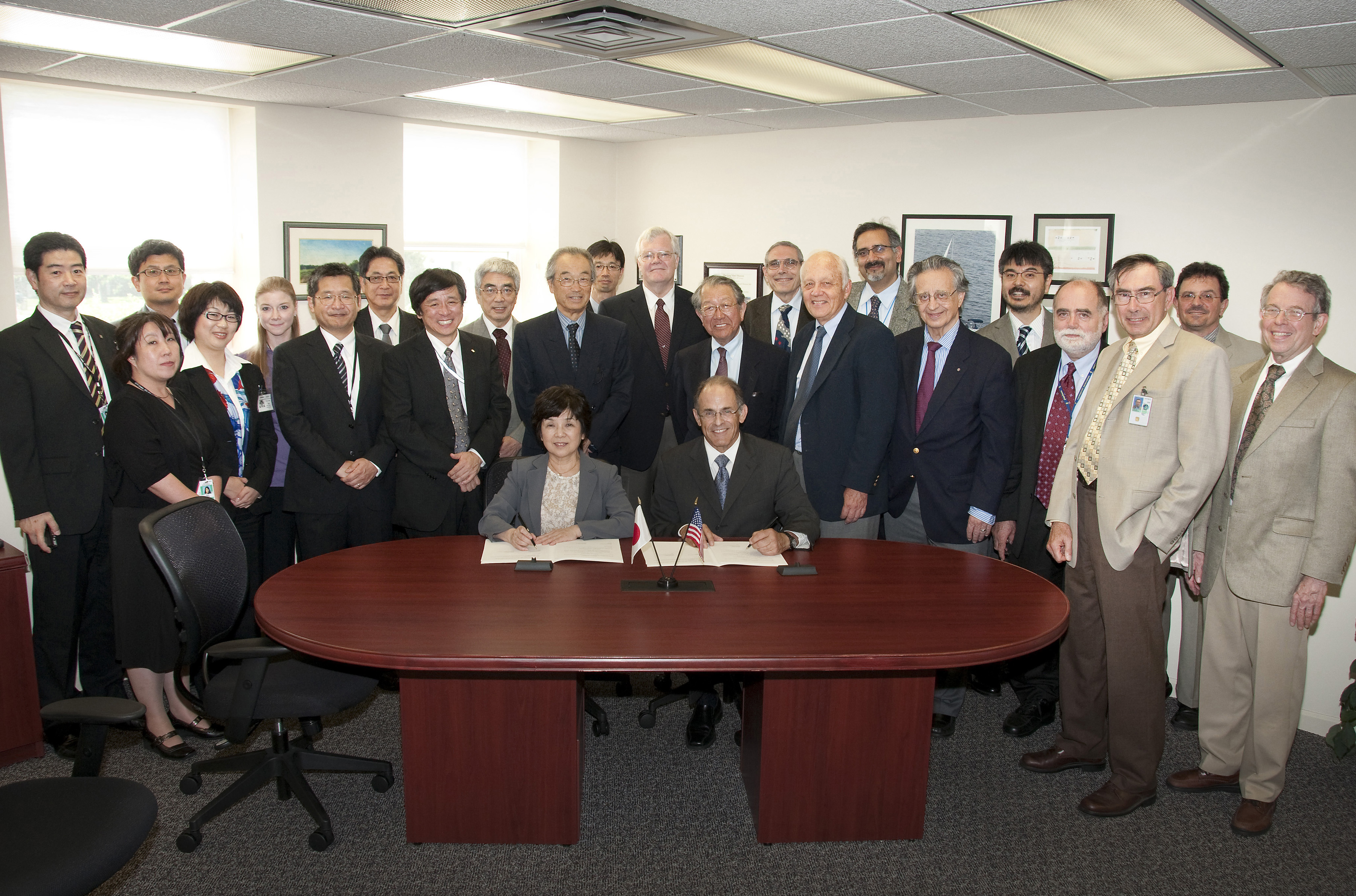
С Сэмом Аронсоном (Церемония подписания соглашения между Брукхейвенской национальной лабораторией и RIKEN, 2012 г.)

Каваи с 1980 по 1982 год была научным сотрудником-постдокторантом в RIKEN. В 1982 году она присоединилась к Токийскому университету в качестве стипендиата Японского общества содействия науке. Её исследования рассматривают колебательную динамику отдельных молекул на поверхностях. Её группа использует сканирующий туннельный микроскоп для мониторинга молекул и атомов на поверхностях. Она использует данные для понимания химических и физических явлений нанопроводов, наноточек и биомолекул. Каваи получила стипендии от Японского общества по изучению поверхности и Американского физического общества за разработку спектроскопии отдельных молекул. Её группа отслеживает колебательные и релаксационные энергии отдельных молекул с помощью сканирующей туннельной микроскопии и неупруго туннелированных электронов. Каваи внесла вклад в несколько книг и сотни рецензируемых публикаций. Каваи продолжала получать поддержку от Японского общества содействия науке, исследуя наномасштабный перенос электронов через молекулярные слои. Объединив спектроскопию отдельных молекул (с использованием сканирующей туннельной спектроскопии) с неупругой электронной туннельной спектроскопией для идентификации каналов переноса электронов, она открыла новый путь реакции на поверхности диоксида титана.
Каваи стала главным научным сотрудником и директором лаборатории химии поверхности в RIKEM в 1991 году, а в 2010 году стала исполнительным директором. В 2004 году она стала профессором Токийского университета. В 2016 году Каваи присоединилась к Институту молекулярных наук в качестве генерального директора. В 2018 году она была назначена президентом Химического общества Японии.

## Награды и почести
- 2021 Заслуженный деятель культуры[27]

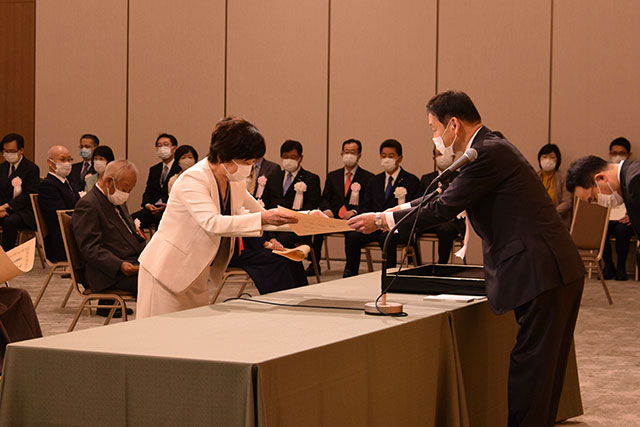
С Синсукэ Суэматсу на церемонии награждения деятелей культуры, 4 ноября 2021 г.

- Премия L’Oréal-ЮНЕСКО «Для женщин в науке» 2019 года[28]
- 2018 Почётный член Королевского химического общества (Великобритания)[29]
- Лекция Дильса-Планка в Кильском университете 2018 г.[30]
- 2017 Медаль Почёта с Фиолетовой Лентой от правительства Японии[31]
- Премия имени Медарда У. Уэлча Американского вакуумного общества 2016 г.[32]
- Премия ИЮПАК «Выдающиеся женщины в области химии/химической инженерии» 2015 г.[33]
- Премия имени Герхарда Эртля за лучшую лекцию Общества Макса Планка 2015 г.[34][35]
- Премия Мукаи 2012, Япония[14]
- 2008 г. Благодарность за достижения в области науки и технологий от министра образования, культуры, спорта, науки и технологий, премия за достижения в области науки и технологий
- Премия Химического общества Японии 2009 г.[36]